# Amycus delicatus
Amycus delicatus är en spindelart som beskrevs av John Blackwall 1862. Amycus delicatus ingår i släktet Amycus och familjen hoppspindlar. Inga underarter finns listade i Catalogue of Life.